# Parasaccogaster melanomycter
Parasaccogaster melanomycter é uma espécie de peixe da família Bythitidae.
É endémica de Colômbia.